# Fonautograf

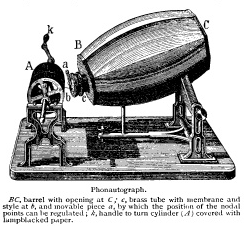
Rysunek przedstawiający fonautograf

Fonautograf – najstarsze znane urządzenie do zapisu dźwięku, stworzone przez Francuza Édouarda-Léon Scott de Martinville i opatentowane 25 marca 1857 roku. Zapisywał on wizualnie dźwięk, ale nie mógł go odtwarzać. Nagrane przez fonautograf dźwięki zostały odtworzone w 2008 roku technikami komputerowymi.
Urządzenie było podobne do późniejszego fonografu Thomasa Edisona. Zostało wyposażone w tubę i membranę. Ta pobudzana falami dźwiękowymi drgała, porusząjąc rylcem który zostawiał ślad na papierowym cylindrze.
W 2008 roku grupa Amerykanów odnalazła w paryskich archiwach tak zapisane przez Scotta dźwięki i odtworzyła je komputerowo. Najstarszy odtworzony fragment pochodzi z 1860 roku, gdzie wynalazca śpiewa francuską piosenkę ludową Au Clair de la Lune, mon ami pierrot.

## Budowa
Pomysł stworzenia fonautografu narodził się, gdy Édouard-Léon Scott de Martinville, z zawodu drukarz i księgarz, zapoznał się w toku pracy z opisem budowy ucha ludzkiego. Lektura ta zainspirowała go do skonstruowania urządzenia analogicznego do przewodu słuchowego, błony bębenkowej i kosteczek słuchowych. Scott stworzył kilka wersji fonautografu. Funkcje przewodu słuchowego i błony bębenkowej były symulowane przez tubę lub otwartą tulejkę. Na ich końcach naciągano elastyczną membranę wykonaną np. z pergaminu, z którą łączono pośrednio świńskie włosie lub inny lekki rylec. Połączenie to służyło jako dźwignia wzmacniająca, a działało na podobnej zasadzie jak kosteczki słuchowe. Rylec kreślił linię na ruchomej powierzchni wykonanej z papieru lub szkła i pokrytej cienką warstwą barwnika sadzowego. Dźwięk uchwycony przez sztuczne ucho wprawiał w ruch włosie, a kreślona przez nie linia zmieniała kształt w zależności od wahań ciśnienia powietrza, tworząc zapis fal dźwiękowych zwany fonautogramem.
Pierwszy patent Martinville’a dotyczył fonautografu z płaską powierzchnią do nagrywania i zegarowym napędem obciążnikowym. Bardziej znana  jest jednak późniejsza forma wynalazku, wprowadzona na rynek przez Rudolpha Koeniga w 1859 roku. Urządzenie to było napędzane ręcznie, a papier pokryty barwnikiem sadzowym nawijany był na walec. Walec prowadzony był na grubym gwintowanym pręcie w taki sposób, że z każdym obrotem przesuwał się coraz dalej. Powstała w ten sposób linia miała kształt spiralny. Maksymalna długość nagrania uzależniona była od prędkości obrotu walca. Poruszano go szybciej, gdy celem było wyodrębnienie z dużą dokładnością poszczególnych kształtów fal dźwiękowych. Wtedy jednak nagranie było krótkie.  Kiedy zaś analizowano dłuższe procesy, np. intonację, prędkość obrotu była znacznie mniejsza. Niektóre z fonautografów wyposażone były w kamerton lub inne urządzenie pozwalające na równoczesne nagrywanie określonej częstotliwości stanowiącej punkt odniesienia.
Kilku innych wynalazców skonstruowało później zmodyfikowane wersje fonautografu, wykorzystujące różne przyrządy do zapisu linii w różnych formatach. Były to próby ulepszenia wynalazku lub przystosowania go do konkretnych celów. Co najmniej raz powrócono do pierwotnych założeń budowy urządzenia, wykorzystując zakonserwowane elementy prawdziwego ucha ludzkiego.

## Odnalezione dźwięki
Jeden z fonautogramów, stworzony 9 kwietnia 1860 roku, stanowi 20-sekundowe nagranie francuskiej piosenki ludowej „Au clair de la lune”. Początkowo odtwarzany był z podwójną prędkością, a głos na nim zawarty przypisywany był kobiecie lub dziecku. Naukowcy natrafili jednak na inne fonautogramy i na ich podstawie wyznaczyli prawidłowe tempo odtwarzania. Oryginalna prędkość pozwala usłyszeć głos mężczyzny, śpiewającego piosenkę bardzo powoli. Dopisek pod fonautogramem wskazuje na to, że mógł być to głos samego wynalazcy.

Znaleziono również dwa nagrania z 1860 roku z zapisem skocznej piosenki „Vole, petite abeille”, pochodzącej z opery komicznej. Przed odkryciem tych fonautogramów najstarszym znanym nagraniem śpiewu był chóralny koncert muzyki Haendla, zapisany w 1888 roku na edisonowskim fonografie.
Najstarszym znanym nagraniem zrozumiałej mowy jest fonautogram stworzony prawdopodobnie w kwietniu lub maju 1860 roku, zawierający pierwsze wersy pasterskiego dramatu Torquato Tassa pt. „Aminta”. Przed jego odkryciem za najstarsze w historii uważano nagranie „Experimental Talking Clock” Franka Lamberta, powstało ono jednak 18 lat później. Istnieją jeszcze wcześniejsze zapisy głosu Scotta, powstałe w latach 1853, 1854 i 1857. Były one jednak niezrozumiałe ze względu na niską jakość i krótki czas trwania, a także nierówne tempo spowodowane nagrywaniem przy pomocy napędu ręcznego.